# Pantano de María Cristina

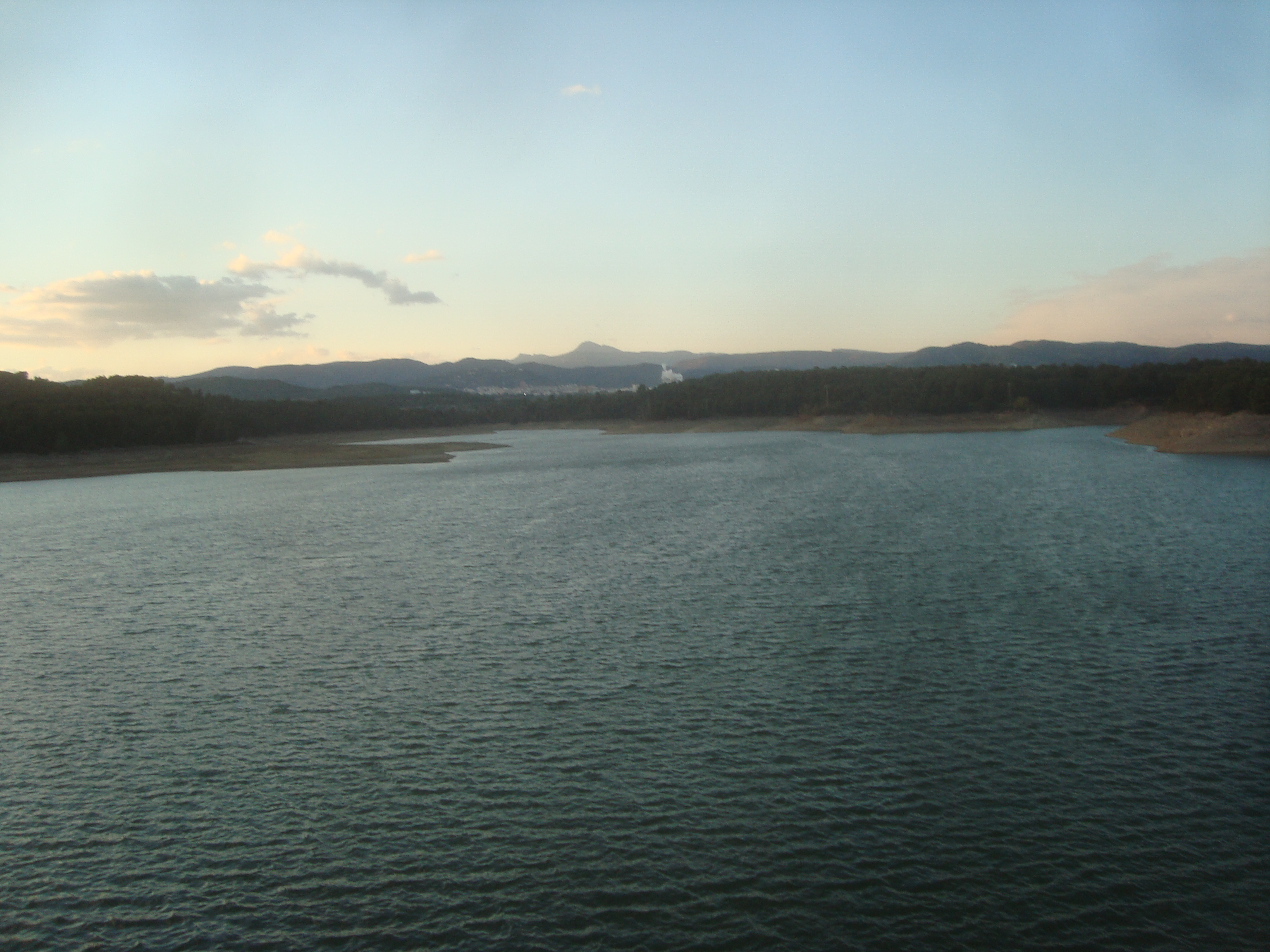
Pantano de María Cristina (Alcora, Castellón).

Pantano de María Cristina är en periodisk sjö i Spanien.   Den ligger i provinsen Província de Castelló och regionen Valencia, i den östra delen av landet, 300 km öster om huvudstaden Madrid. Pantano de María Cristina ligger 116 meter över havet. Arean är 0,29 kvadratkilometer. 
Den sträcker sig 0,8 kilometer i nord-sydlig riktning, och 1,1 kilometer i öst-västlig riktning.

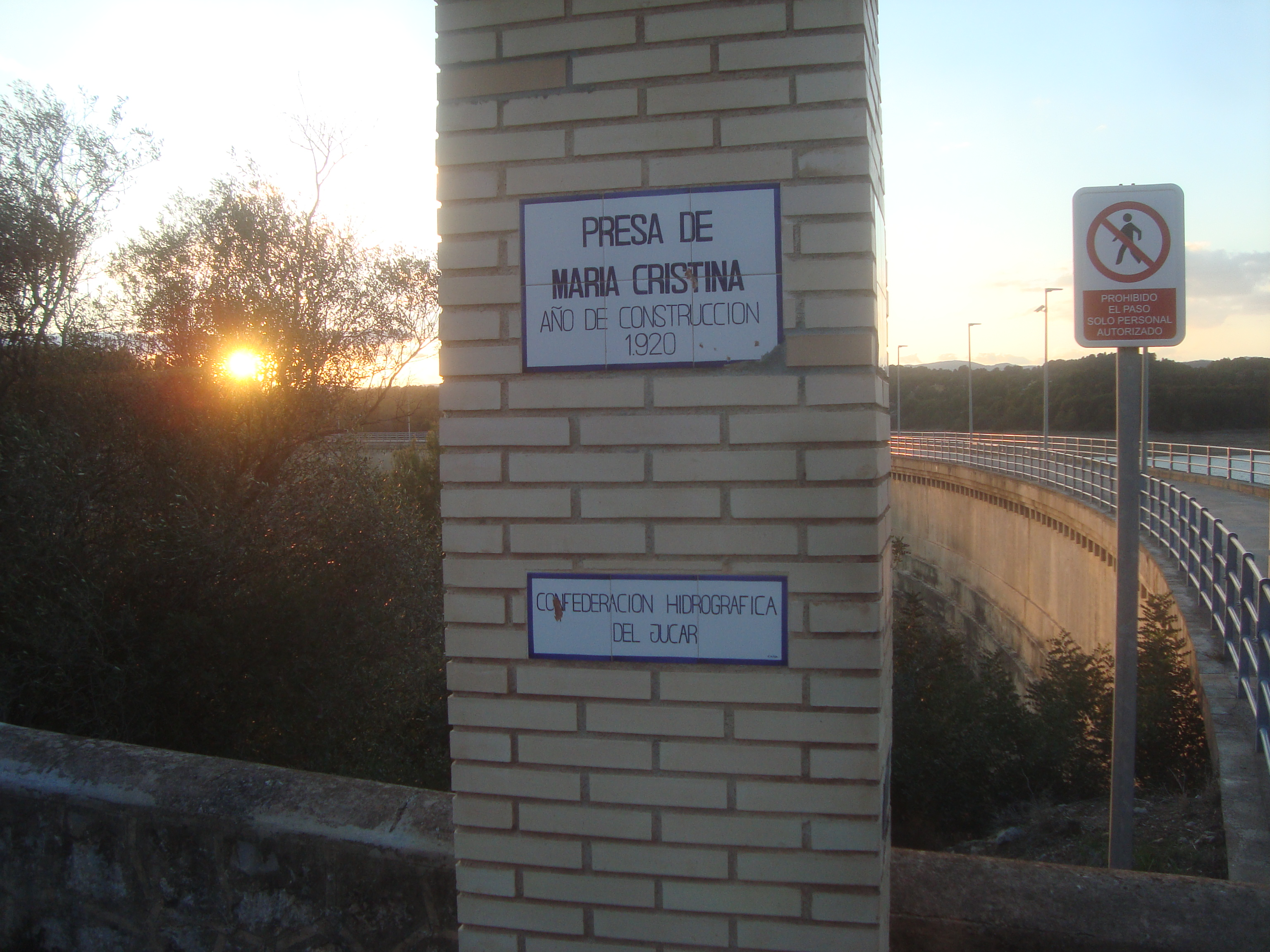
Pantano de María Cristina (Alcora, Castellón).

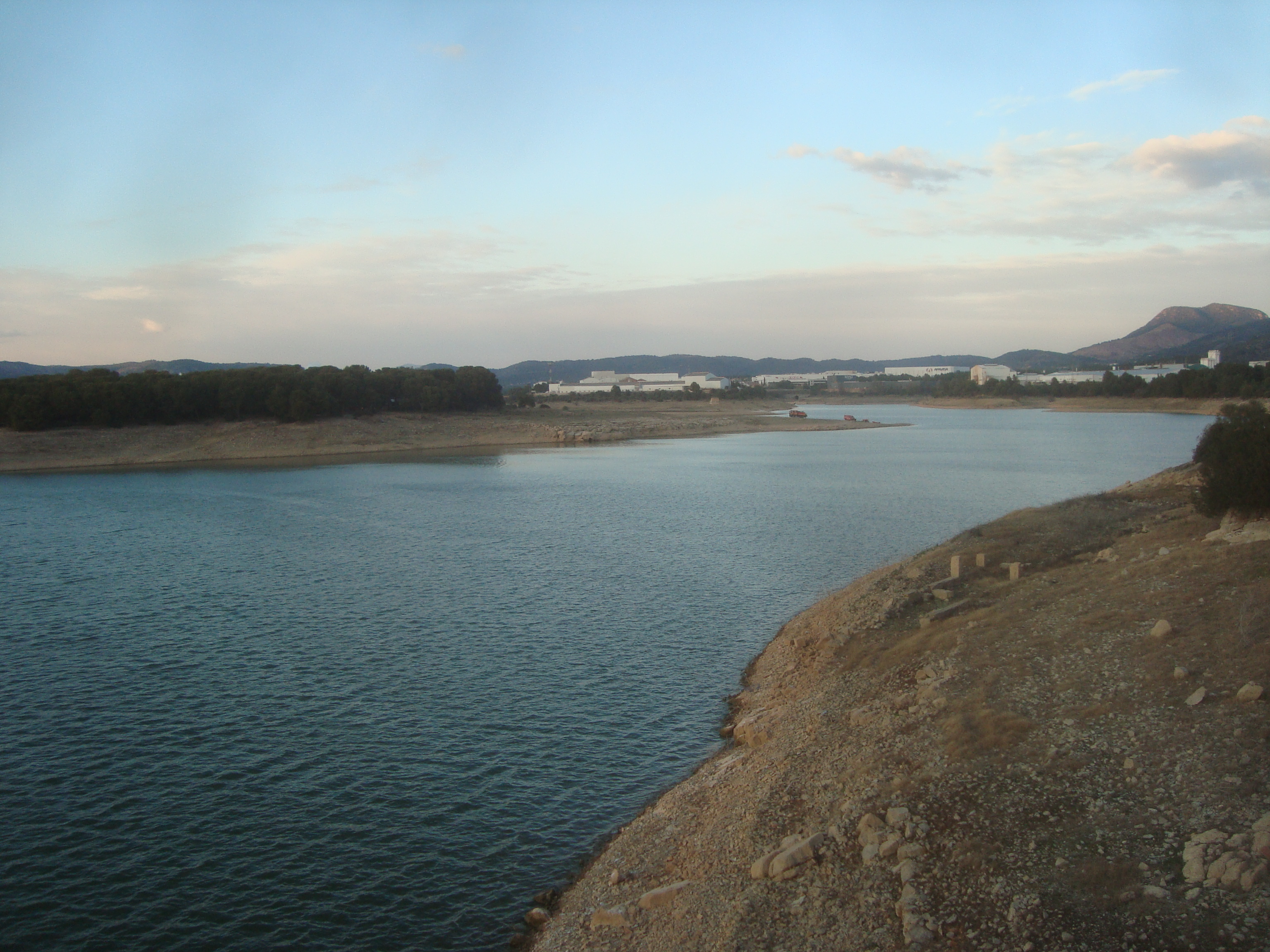
Pantano de María Cristina (Alcora, Castellón).

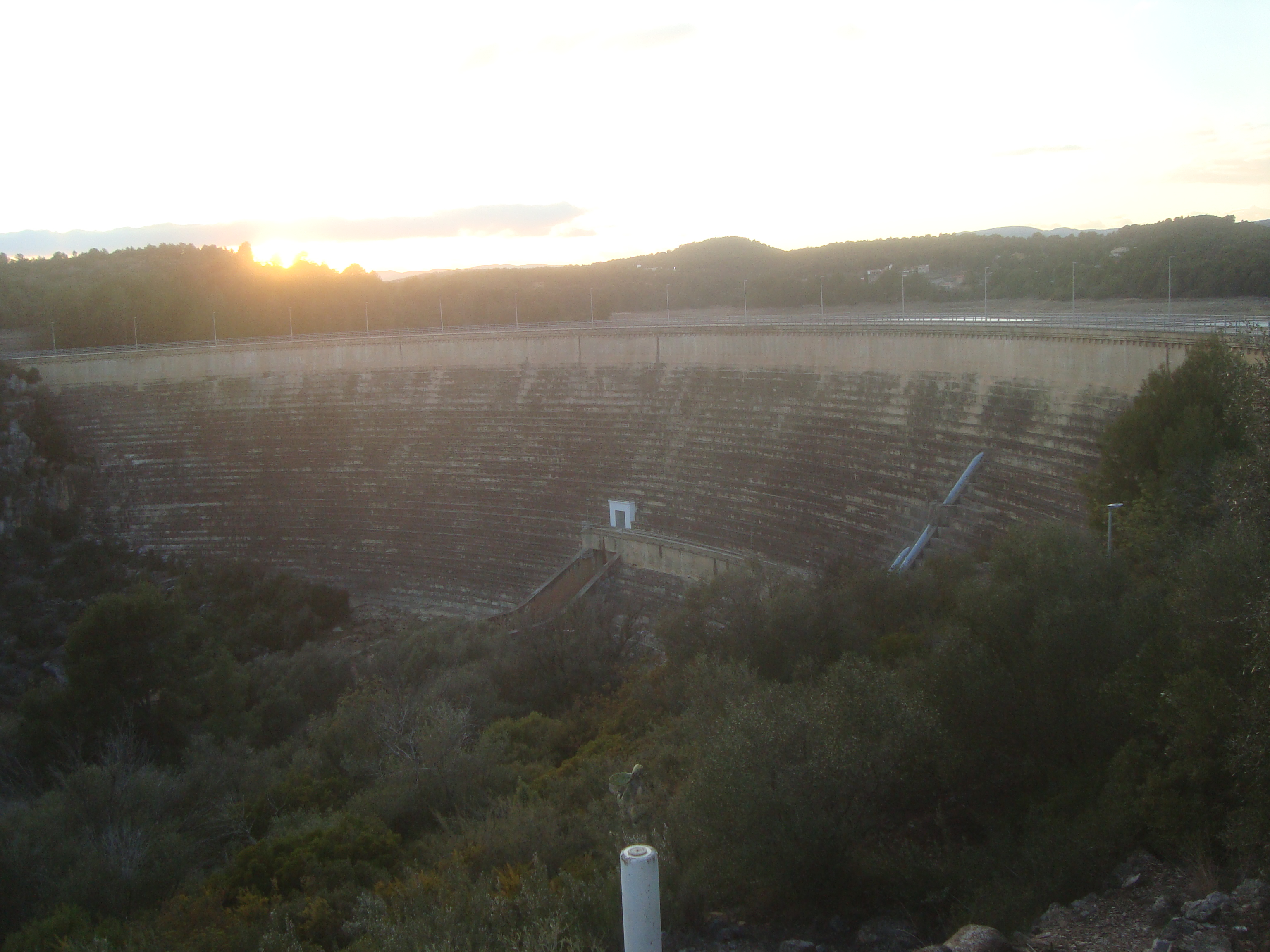
Pantano de María Cristina (Alcora, Castellón).